# Tratado de Haia (1641)
O tratado da Haia de 1641 foi uma trégua de dez anos firmada entre o Reino de Portugal e a República Neerlandesa. Trata-se também de um Tratado de Aliança Defensiva e Ofensiva entre ambas as partes. O tratado incluía a formação de uma frota conjunta destinada a atacar o Reino da Espanha. Na prática a trégua, que originalmente estava firmada para todos os territórios de ambos impérios, limitou-se ao continente europeu.

## Contexto histórico
Os neerlandeses declararam sua independência da Espanha em 1579, o que resultou na Guerra dos Oitenta Anos entre o Reino da Espanha e a República Neerlandesa. Em 1580, foi formada a União Ibérica que unificou os reinos da Espanha e de Portugal. A seguir, o Reino da Espanha fechou os portos portugueses para os neerlandeses e proibiu o comércio entre as colônias luso-espanholas e a República Neerlandesa. Os neerlandeses, visando restabelecer o comércio com as colônias portuguesas sob domínio espanhol, ocuparam o Nordeste brasileiro e Angola, o que resultou em conflitos entre o Império Neerlandês e a União Ibérica.
Em 1640, a União Ibérica chegou ao fim, graças a ascensão ao trono português de João IV de Portugal. Neste mesmo ano, começou a Guerra da Independência de Portugal. Dom João IV enviou embaixadores para à França, Inglaterra e à República Neerlandesa, visando a formar parcerias com estes países em sua luta contra a Espanha.

## Assinatura e ratificação
O tratado foi assinado na Haia, em 12 de junho de 1641 por representantes dos Estados Gerais dos Países Baixos e por Tristão de Mendonça Furtado, embaixador do rei João IV de Portugal. Em 18 de novembro de 1641, o tratado foi ratificado pelo rei de Portugal e em 22 de novembro do mesmo ano pelos Estados Gerais.

## Principais pontos
Os principais pontos do tratado foram:
- A aceitação de uma trégua durante um prazo de 10 anos;
- Cessação das hostilidades entre as forças neerlandesas e portuguesas, incluindo a das empresas privadas (a Companhia Neerlandesa das Índias Orientais e a Companhia Neerlandesa das Índias Ocidentais), em todas as colônias e territórios ultramarinos;
- Ambas as partes se comprometem a respeitar a vida, bens e atividades empresariais dos súditos do oponente; propriedades apreendidas do lado contrário no transcurso da guerra permaneceriam em poder de quem fora seu dono no momento da firmação do tratado;
- Respeito da liberdade religiosa de cada um dos signatários;
- Pacto de não-agressão não-invasão; socorro mútuo diante de ataques de terceiros;
- Não se pode transportar mercadorias do Brasil para Portugal;
- Proibição do comércio para ambas as partes com a Espanha;
- Formação de uma aliança contra o rei de Espanha e de seus súditos; criação de uma armada conjunta para atacar a Espanha: cada país contribuiria 15 navios de guerra e 5 grandes fragatas, Portugal contribuiria ainda 10 galeões. A recompensa obtida por esta frota são repartidos entre o número de navios envolvidos.[5]